# Coterra Energy
Coterra Energy (ehemals Cabot Oil & Gas) ist ein US-amerikanischer Förderer von Erdgas. 
Das Unternehmen exploriert Lagerstätten und fördert Gas nach dem Verfahren des Hydraulic Fracturing. Im Jahr 2020 lagen 100 % der gesicherten Erdgas-Reserven des Unternehmens in Höhe von 12,9 Billionen Kubikfuß-Äquivalent (Tcfe) in der Marcellus-Formation.
Cabot Oil & Gas wurde 1989 gegründet und ging 1990 an die Börse. Nach dem Verkauf mehrerer Ölfelder bis zum März 2018 konzentrierte sich das Unternehmen auf die Gasförderung und beschränkt sich heute ausschließlich auf die Extraktion von Schiefergas durch Fracking.
Im Oktober 2021 fusionierte das Unternehmen mit  Cimarex Energy Co. und benannte sich in Coterra Energy Inc. um.